# Cantó de La Mura
El cantó de La Mura  és un cantó francès del departament de la Isèra, situat al districte de Grenoble. Té 19 municipis i el cap és La Mura.

## Municipis
- Cholonge
- Cognet
- Marcieu
- Mayres-Savel
- Monteynard
- La Motte-d'Aveillans
- La Motte-Saint-Martin
- La Mura
- Nantes-en-Ratier
- Nòstra Dama de Vals
- Pèirachastèl
- Ponsonnas
- Prunières
- Saint-Arey
- Saint-Honoré
- Saint-Théoffrey
- Sousville
- Susville
- Villard-Saint-Christophe

## Història
| Data d'elecció                           | Identitat        | Partit        | Qualitat |
| ---------------------------------------- | ---------------- | ------------- | -------- |
| 1949-1967                                | André Gauthier   | radical       |          |
| 1967-1979                                | Louis Mauberret  | PCF           |          |
| 1979-1985                                | Georges Maugiron | PCF           |          |
| 1985-1998                                | Claude Péquignot | Divers droite |          |
| 1998-                                    | Charles Galvin   | PS            |          |
| les dades anteriors no són pas conegudes |                  |               |          |
|                                          |                  |               |          |

## Demografia
| 1962   | 1968   | 1975   | 1982   | 1990   | 1999   | 2007   |
| ------ | ------ | ------ | ------ | ------ | ------ | ------ |
| 13.385 | 14.483 | 12.347 | 13.147 | 13.386 | 13.567 | 14.377 |